# Galina Sergejewna Schatalowa

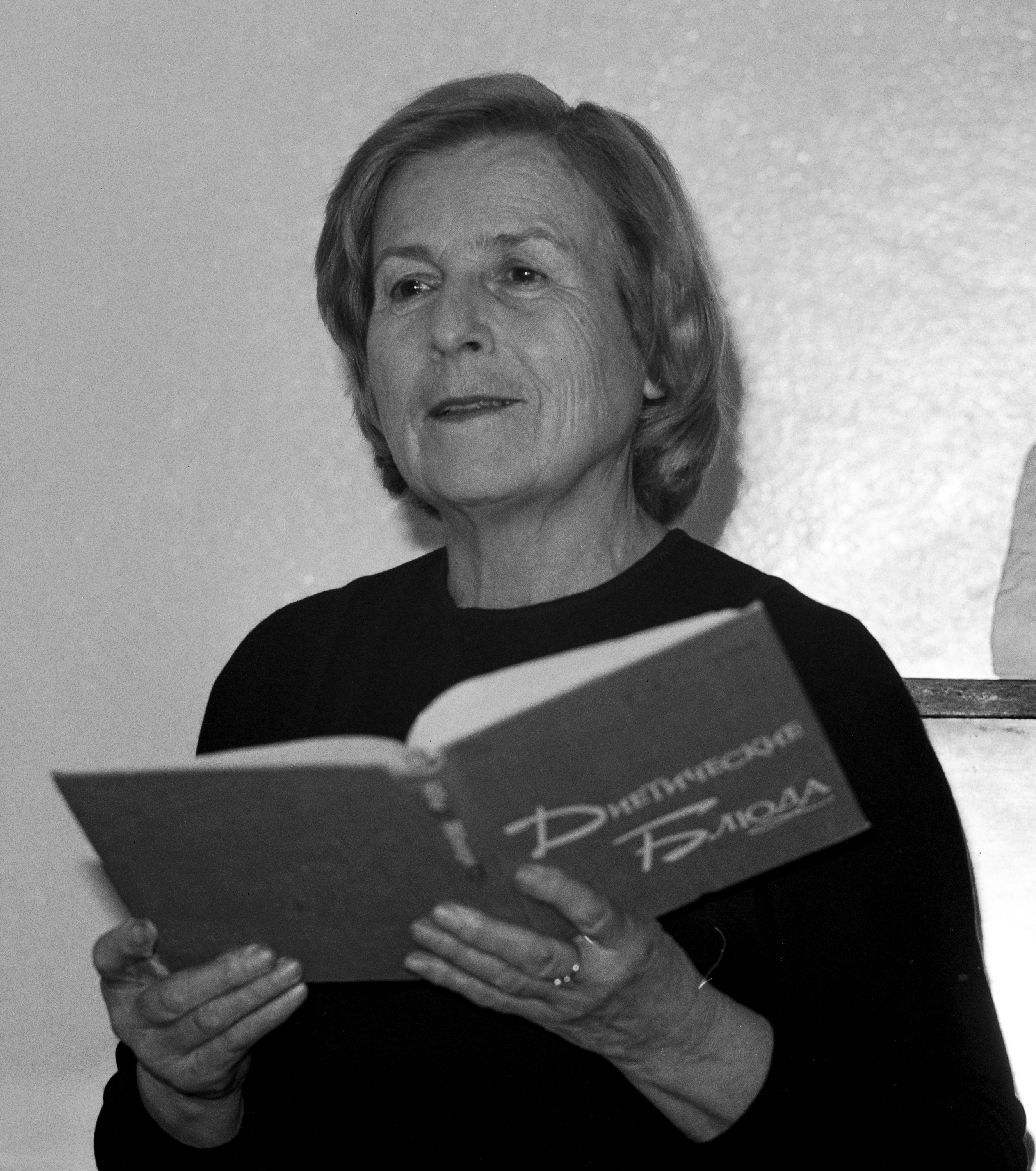
Galina Sergejewna Schatalowa (1983)

Galina Sergejewna Schatalowa (russisch Галина Сергеевна Шаталова; * 13. Oktober 1916 in Aşgabat, Russisches Kaiserreich; † 14. Dezember 2011) war eine russische Neurochirurgin.

## Leben
Schatalowa zog mit ihrer Familie nach Rostow am Don. Von 1932 bis 1938 studierte sie an der staatlichen Rostower Medizinuniversität. 1938 erhielt sie dort einen Platz für ein klinisches Praktikum in der chirurgischen Klinik der staatlichen Rostower Medizinuniversität. 1939 wurde sie als Militärärztin eingezogen im Rahmen des sowjetischen Angriffs auf Finnland an der Karelischen Landenge.
Nach Ende des Zweiten Weltkriegs arbeitete sie an der Sowjetischen Akademie der Wissenschaften beim Zentralinstitut für Neurochirurgie. 1951 war ihre Promotion, und sie erhielt die Nikolai-Nilowitsch-Burdenko-Auszeichnung. In den 1960er Jahren war sie Leiterin des Bereichs zur Auswahl und Ausbildung von Kosmonauten am Institut für Weltraumforschung. Seit den 1970er Jahren war sie als unabhängige Ärztin tätig. Ihre erste Veröffentlichung erschien im Jahre 1979 in der monatlichen wissenschaftlichen Zeitschrift Наука и Жизнь („Wissenschaft und Leben“) Ausgabe 12, 1979.
Schatalowa lebte in Moskau.

## Konzept der natürlichen Heilung
Schatalowa formulierte fünf Grundsäulen für ein Konzept der natürlichen Heilung. Dazu gehörten nach ihrer Auffassung artgerechte vegane Ernährung, regelmäßige Bewegung, gesunde Atmung, Abhärtung zur Aktivierung der Abwehrkräfte und geistige und psychische Gesundheit.
Sie versuchte, dieses Konzept durch Experimente zu untermauern und verfasste darüber Bücher, von denen drei in deutscher Sprache veröffentlicht wurden. Ihr Autorenname wurde dabei als Schatalova übersetzt. Mit Überzeugung sprach sie sich gegen die Annahme aus, dass der menschliche Organismus 1200 bis 1700 kcal täglich benötigt. Sie ging bei einer natürlichen Ernährung mit nicht denaturierten Nahrungsmitteln und veganer Ernährung von einem Energiebedarf von nur rund 250 bis 400 kcal aus. Von 1983 bis 1990 machte sie eine Reihe von Experimenten zur Feststellung des Nahrungsbedarfs unter Belastung. 1983 erfolgte ein 500-km-Supermarathon in einem Zeitraum von sieben Tagen bei einer Aufnahme von 800 bis 1200 kcal täglich. Den Teilnehmern standen als Nahrung Säfte, Honig, Gemüse, Salat und Kräuter, Fladen aus Roggenmehl, gekochte Bohnen und Nüsse zur Verfügung. 1983 folgte eine Vier-Tage-Wanderung von Akademgorodok nach Barnaul und 1984 ein Supermarathon von 450 km in fünf Tagen. Eine 23-Tage-Bergwanderung von Naltschik nach Pizunda bei einer täglichen Nahrungsration von 50 g Buchweizen und 100 g getrockneten Früchten und vier Wanderungen durch die zentralasiatische Wüste bei einer Nahrungsaufnahme von nicht mehr als 600 kcal pro Tag bei etwa 50 Kilometer pro Tag auf lockerem Sand im kontinentalen Wüstenklima folgten. Die Teilnehmer verloren kein Gewicht, was als Beleg für ihre Behauptungen angeführt wurde.

## Kritik
Die Ernährungshypothese Schatalowas ignoriert die Denaturierung aller Proteine bei dem pH-Wert der Magensäure im Zuge des Verdauungsprozesses. Auch ihre Form der Kalorienrestriktion funktioniert nur über kurze Zeit, ohne Mangelerkrankungen zu erzeugen.

## Zitat
„Sagen Sie bitte, kann man eine Gesellschaft vernünftig nennen, wenn jede ihrer neuen Errungenschaften auf dem Weg des »Fortschritts« zu einer Verschlechterung der Gesundheit der Menschen selbst und der Natur insgesamt führt, deren Teil die Menschen immer waren und sein werden? Vernunft und Krankheiten sind nicht nur psychologisch, sondern auch rein physiologisch unvereinbar, weil jede Krankheit sich auf das Gehirn negativ auswirkt. Deshalb kann man vom Beginn einer Ära der Vernunft erst dann sprechen, wenn gleichzeitig mit dem wissenschaftlich-technischen Fortschritt der Prozess der Befreiung der Menschheit von Krankheiten ebenso dynamisch einhergeht und darüber hinaus die Reinigung ihrer Lebensumwelt von Verschmutzung und Vergiftung.
Wann kommen diese gepriesenen Zeiten endlich? Auf diese Frage kann bis heute kein einziger Prophet antworten. Wie soll man aber auch die Entwicklung einer Gemeinschaft prognostizieren, die beinahe sechs Milliarden Menschen umfasst, wenn sich die Mehrheit von ihnen von persönlichen, familiären, gruppenbezogenen, ideologischen, religiösen, nationalen bis hin zu kriminellen egoistischen Interessen leiten lässt; wenn der lebendige Körper der Erde durch die Grenzen zahlreicher Staaten zerschnitten ist, von denen jeder seine eigene Beziehung zu dem ihm zugehörigen Teil der Biosphäre aufbaut – jeweils auf der Grundlage eigener, äußerst unvollkommener Gesetze. Und sogar diese werden meist früher oder später »einem höheren Prinzip« geopfert, dann nämlich, wenn es die Interessen der ökonomischen Entwicklung des Landes erfordern. Aber man kann die Natur weder aufteilen noch betrügen. Und solange wir nicht lernen, sie zu achten, ihre Interessen zu wahren und uns ihren Gesetzen zu unterwerfen, ist alles Gerede über eine Ära der Vernunft für mich gelinde gesagt verfrüht.“

## Werke
- Wir fressen uns zu Tode: Das revolutionäre Konzept einer russischen Ärztin für ein langes Leben bei optimaler Gesundheit. Goldmann, 2002, ISBN 3-442-14222-9.
- Heilkräftige Ernährung: Eine energetische Lebensmittel- und Heilkräuterkunde für wahre Gesundheit. Goldmann, 2006, ISBN 3-442-21745-8.
- Philosophie der Gesundheit. Goldmann, 2009, ISBN 978-3-442-21860-8.